# تفت (كامبريدجشير)
تفت (بالإنجليزية: Toft, Cambridgeshire)‏ هي قرية و أبرشية مدنية تقع في المملكة المتحدة في إنجلترا. يقدر عدد سكانها بـ 583 نسمة .